# Rusko-švedska vojna (1788–1790)
Rusko-švedska vojna (tudi Ruska vojna Gustava III.; Švedska vojna Katarine II.) je bila vojna med Ruskim imperijem in Švedsko, ki je potekala med junijem 1788 in avgustom 1790.
Vojna je bila večinoma omejena samo na pomorske bitke in se je končala z rusko zmago.